# Ethel Smyth
Ethel Mary Smyth (Londra, 22 aprile 1858 – Woking, 8 maggio 1944) è stata una compositrice, scrittrice, attivista e membro del movimento delle Suffragette britannica.
È ricordata per essere stata la prima donna, la cui musica è stata interpretata al Metropolitan Opera di New York nel 1903.

## Biografia
Smyth nacque a Sidcup, nel Kent, ora nel borgo di Bexley, quarta di 8 figli. Già consapevole della sua passione per la musica, all'età di 12 anni decise che avrebbe studiato all'Università della musica e del teatro di Lipsia, non appena sarebbe stata abbastanza grande da potersi spostare così lontano. Suo padre, John Hall Smyth, (maggior generale della Royal Artillery), un uomo estremamente conservatore e con una visione tradizionalista del ruolo della donna nella società, si oppose fortemente alla sua scelta di intraprendere la carriera musicale.
Seppur sottovalutata, Smyth era determinata a diventare una compositrice. Studiò con un insegnante privato fino ai 19 anni, quando iniziò gli studi di composizione con Carl Reinecke presso l'Università della musica e del teatro di Lipsia. Delusa dagli standard qualitativi di insegnamento, lasciò gli studi al Conservatorio un anno dopo ed iniziò a studiare privatamente con il compositore austriaco Heinrich von Herzogenberg. Fra le sue opere si annoverano canzoni, pezzi per pianoforte, pezzi da camera, sinfonie concertanti, opere da orchestra e opere corali.
Dal 1913 cominciò a perdere gradualmente l'udito. Riuscì a completare solo 4 delle sue opere maggiori, prima che la sopravvennuta sordità mettesse fine alla sua carriera da compositrice. Nonostante ciò, con un rinnovato interesse per la letteratura, tra il 1919 e il 1940, pubblicò 10 grandi opere di grande successo, molte delle quali autobiografie.
Nel 1922 le fu concesso il titolo onorifico di Commendatrice dell'Eccellentissimo Ordine dell'Impero Britannico, in riconoscimento del suo lavoro come compositrice e scrittrice, diventando così la prima donna ad essere insignita del titolo di Dama. Smyth inoltre, ricevette dottorati onorari in musica dall'Università di Durham (1910) e dall'Università di Oxford (1926)
Morì a Woking nel 1944 all'età di 86 anni.

## Carriera musicale
Studiò inizialmente con Alexander Ewing all'età di 17 anni. Ewing la introdusse alla musica di Richard Wagner e Hector Berlioz. Dopo una forte disputa col padre in merito al suo intento a dedicarsi alla musica, le fu concesso di entrare al Conservatorio di Lipsia, dove studiò composizione con Carl Reinecke. Tuttavia, delusa dagli standard qualitativi d'insegnamento, abbandonò gli studi al conservatorio dopo soltanto un anno e continuò privatamente con Heinrich von Herzogenberg e poi con George Henschel. Durante il periodo al Conservatorio di Lipsia, incontrò Antonín Dvořák, Edvard Grieg e Pëtr Il'ič Čajkovskij. Mentre tramite Herzogenberg conobbe Clara Schumann e Brahms. 
Il vasto repertorio di Smyth include Concerti per Violino, Opera e Orchestra. La sua opera The Wreckers (dramma lirico in 3 atti) è considerato da molti critici come "la più importante opera inglese composta durante il periodo fra Purcell e Britten." Nel 1909 avvenne la prima rappresentazione di The Wreckers nel His Majesty's Theatre di Londra, diretta da Thomas Beecham. Un'altra delle sue opere, Der Wald, composta nel 1903, è stata per più di un secolo l'unica opera di un compositore donna ad essere prodotta al Metropolitan House Opera di New York (fino alla programmazione della stagione 2016-2017 di L'Amour de loin di Kaija Saariaho).
Il riconoscimento in patria per Ethel Smyth arrivò abbastanza tardi, notò Leon Botstein, ai tempi in cui fece da direttrice d'orchestra alla prima statunitense di The Wreckers dell'American Symphony Orchestra a New York, il 30 Settembre 2007:
Nel suo 75º compleanno, il suo lavoro fu celebrato sotto la direzione di Beecham, durante un festival, il cui evento finale fu tenuto al Royal Albert Hall in presenza della Regina. Sfortunatamente, in questo momento di riconoscimento a lungo atteso, la compositrice era completamente sorda e non poté né sentire la propria musica né l'adulazione della folla.

### La critica
Nel complesso, le critiche ai suoi lavori furono variegate. Smyth è stata sia elogiata che criticata del fatto che scrivesse musiche considerate troppo mascoline per un "compositore donna", come la chiamava la critica. Eugene Gates afferma:
La musica di Smyth è stata raramente valutata semplicemente come il lavoro di un compositore fra compositori, ma più come quella di un "compositore donna". Questo contribuì a confinarla ai margini della professione ed agganciandosi al doppio standard dell'estetizzazione del sesso, la vincolò ulteriormente. In altre parole quando componeva musiche potenti e dal ritmo vivace, veniva insinuato che il suo lavoro mancasse di carisma femminile; d'altro canto, quando produceva delicate e melodiose composizioni, veniva accusata di non essere allo stesso standard dei suoi colleghi maschi..
Altre critiche furono più favorevoli: "Il compositore è un musicista studiato: è lo studio a darle il potere di esprimere il suo senso innato dello humour...la Dr.ssa Smyth conosce il suo Mozart e il suo Sullivan: ha imparato come scrivere le conversazioni in musica...The Boatswain's Mate è una delle più allegre, più melodiose e più incantevoli opere comiche mai messe in scena."

## Partecipazione al movimento delle Suffragette

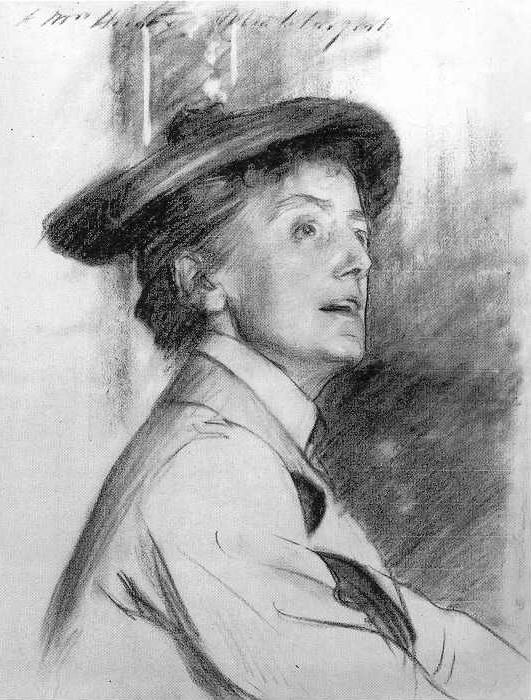
Ethel Smyth ritratta da John Singer Sargent nel 1901

Nel 1910 Ethel Smyth aderisce all'organizzazione per il suffragio delle donne "Women's Social and Political Union" (in italiano: Unione Sociale e Politica delle Donne), interrompendo così la sua carriera musicale per due anni, in modo da dedicarsi alla causa. 
La sua opera The March of the Women (1911),  (in italiano: La Marcia delle Donne) diventò l'inno del movimento per il suffragio delle donne. Parte delle sue partecipazione, consisteva nel compiere atti di disobbedienza civile insieme alle altre attiviste. Nel 1912, quando la leader del WSPU, Emmeline Pankhurst richiamò i membri a infrangere le finestre delle case dei politici, che si opponevano al voto alle donne, Smyth fu una dei 109 membri che risposero al richiamo. Smyth, Pankhurst e altre 100 donne furono arrestate. Smyth trascorse due mesi di prigionia nelle carceri di Holloway di Londra. 
Quando il suo amico e sostenitore Thomas Beecham andò a visitarla alla prigione, trovò le suffragette marciare incatenate nel cortile cantando, mentre Smyth dirigeva la canzone, da una finestra con uno spazzolino.
Strinse amicizie importanti con persone del movimento delle suffragette e personaggi influenti a quei tempi, fra cui Virginia Woolf, l'Imperatrice Eugenie, Emmeline e Sylvia Pankhurst, George Bernard Shaw, Thomas Beecham e Vita Sackville-West.

## Vita privata
Smyth ebbe diverse relazioni amorose nella sua vita, molte delle quali con donne. Il suo amico-filosofo e librettista delle sue opere, Henry Bennet Brewster, potrebbe essere stato la sua unica relazione con un uomo. Smyth gli scrisse nel 1892: "Mi chiedo perché sia molto più facile per me, amare molto più appassionatamente il mio stesso sesso che il tuo. Non capisco, sono una persona dalla mente estremamente equilibrata."
Smyth fu anche innamorata della suffragetta Emmeline Pankhurst. A 71 anni, si innamorò della scrittrice Virginia Woolf, la quale, allarmata e divertita allo stesso tempo, disse che era come "essere catturati da un granchio gigante". Le due diventarono grandi amiche.

## Sport
Smyth si è sempre interessata allo sport. In gioventù, è stata una fantina e giocatrice di tennis. Era un'appassionata golfista e membro della sezione femminile del "Woking Golf Club", vicino a dove viveva. Dopo la sua morte, fu cremata nel vicino crematorio e le sue ceneri furono come da sua richiesta, disperse nella boscaglia confinante al club. 

## Curiosità
- Nel film della BBC Shoulder to Shoulder (1974) sul movimento suffragista in Gran Bretagna, compare anche Ethel Smyth interpretata da Maureen Pryor.[20]